# クレイジー・カット
クレイジー・カット（Krazy Kat）はジョージ・ヘリマンがアメリカ合衆国の新聞に1913年から1944年までに連載したコミック・ストリップである。
初回掲載はウィリアム・ランドルフ・ハーストのニューヨーク・イブニング・ジャーナル紙で、ハーストはクレイジー・カットの連載を支えた重要な人物である。
舞台はヘリマンの別荘のあるアリゾナ州ココニノ郡をモチーフにした夢の様な地域である。クレイジー・カットにおける超現実主義と罪のない遊び心と詩的な言葉は、80年以上にわたって熱狂的な漫画愛好家や美術評論家から支持されてきた。
本作は、タイトルキャラクターであるのんきで純粋な性別不明の猫、クレイジー・カットとそのクレイジー・カットの相手役のネズミであるイグナッツ・マウス、そして彼らを守る警官ブル・パップ巡査の間にある奇妙な三角関係に焦点を当てている。クレイジー・カットはイグナッツ・マウスに片思いするが、クレイジーが思いを寄せているとわかるとイグナッツはクレイジーの頭上にレンガを投げつける。しかし当人はそれを愛の印だと勘違いする。パプ巡査はココニノ郡の法と秩序を守る者として、毎度イグナッツの行為をやめさせて郡の刑務所に入れている。
単純などたばた劇だという大前提があるにもかかわらず、きめ細やかな人物描写とヘリマンによる視覚的及び言語的な創造により、クレイジー・カットは知識人たちに広くたたえられ、まじめな芸術作品として扱われた最初の漫画作品のひとつである。このとき芸術批評家として有名だったギルバート・セルディスは1924年にこの作品について長い推薦文を書き、「今日アメリカ合衆国で制作された作品の中で最も面白くて素敵で申し分のない芸術作品である」と作品を褒め称えた。有名な詩人であるE・E・カミングスは、ヘリマンのファンとして単行本の第1巻に序文を書いた。連載当初はささやかな成功だったが、より最近となっては、多くの現代的な漫画家たちが多大な影響を受けた作品として、クレイジー・カットをあげている。

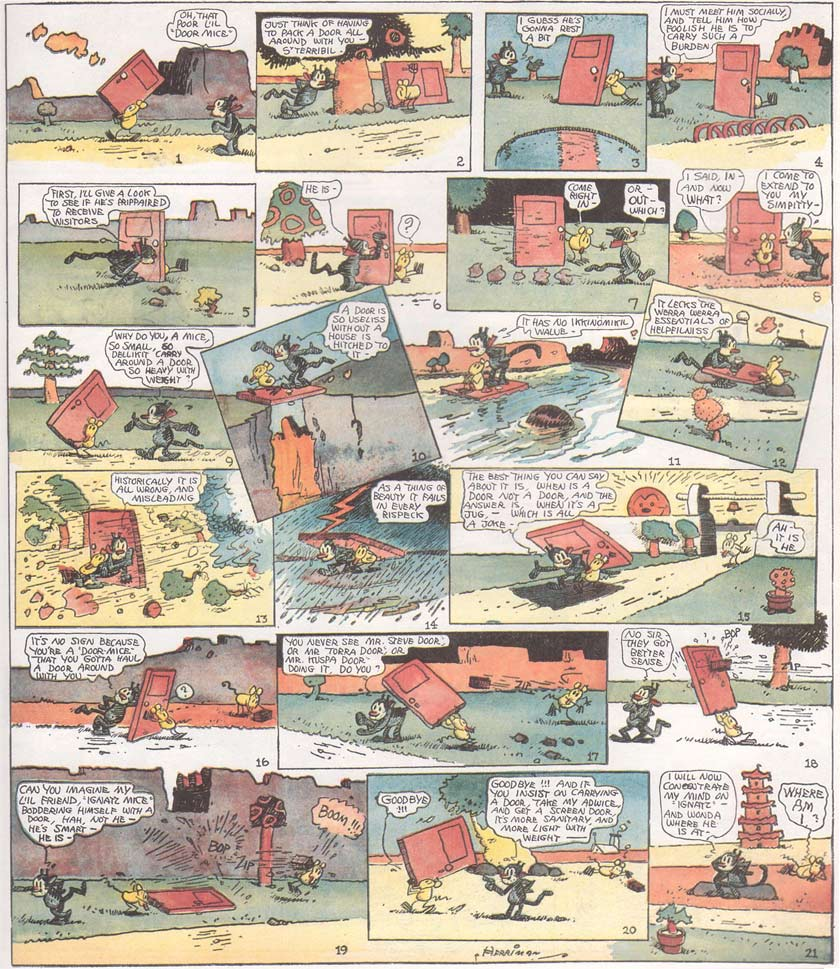
クレイジー・カットの1ページ

## 作品内容
本作はアリゾナ州ココニノ郡の荒野を舞台としており、粘土で葺いた屋根、ナバホ族のアートを真似た鉢に植えられた木々などといった、メキシカン・アメリカン文化を引用した米国南西部のスタイルは全体を通して貫かれている。また、キャラクターが動かなくても、コマが変わった瞬間に背景が変わることがしばしばある。
本編中に描かれている節はしばしば発音をそのままうつしたような会話と、詩的な感受性が突飛な頭韻法を用いた言葉の中に混ざっている。(例："Agathla, centuries aslumber, shivers in its sleep with splenetic splendor, and spreads abroad a seismic spasm with the supreme suavity of a vagabond volcano.").
ヘリマンは自分が担当する日曜版において、話を進めるのに適していると思えばコマの大きさや形を自由に変更し、当時では考えられないようなレイアウトで実験的な創作を好んだ。
この作品の基本的な概念は単純なものだが、ヘリマンは毎回さまざまな方法で作品に変化をつけている。ある回でイグナッツはクレイジー・カットの頭上を越すようにゆるく高くレンガを投げるのに成功するが、別の回ではパプ巡査に見つかり刑務所に入れられる。ココニノ郡のほかの動物たちの干渉や自然の力でも話の展開を大胆にすることができる。また、クレイジー・カットの単純な性格や独特の発音がイグナッツをいらだたせ、彼がレンガを探しに行くところで落ちがつくという回もある。楽屋落ちもよく用いられ、ある回においてパプ巡査がイグナッツを逮捕した後、作者に向かって刑務所が描ききられていないのを責めた。
多くの読者はコミック・ストリップのしきたりを拒否する旧習打破主義と単純なギャグに困惑した。しかし、出版界の大物であるウィリアム・ランドルフ・ハーストはこの作品を愛し、新聞に連載させ続け、時には作品に直接注文をつけることもあった。

## 登場人物

### クレイジー・カット

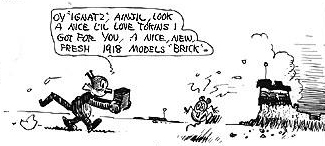
クレイジー・カット（左）

クレイジー・カットは、本作のタイトルキャラクターである。クレイジー・カットは単純で好奇心旺盛な性格をしており、劇中では何の注意もなしにココニノ郡をうろついている。
クレイジー・カットは英語・フランス語・スペイン語・イディッシュ語、そしてヘリマンの故郷であるニューオーリンズの方言であるYatといった言語を混ぜ合わせたような響きを持つ、わけのわからない言葉で話す（例："A fowl konspirissy — is it pussible?"）。
クレイジー・カットは永遠の楽しみを表現するためにしばしば踊ったり歌ったりする。また、イグナッツにかなわぬ恋をしており、彼がレンガを投げる行為は愛の裏返しだと思い込んでいる。イグナッツとパプ巡査の対立関係についてはまったく理解しておらず、巡査がイグナッツを刑務所へ入れる行為をただの鬼ごっこだと勘違いしている。("Ever times I see them two playing games togedda, Ignatz seems to be It"). イグナッツがレンガを投げる前に逮捕されると、クレイジー・カットは"l'il ainjil"（Little Angel）ことイグナッツに恋焦がれたまま、どこへ行ったかを探し回る。
クレイジー・カット自身の性別ははっきりしておらず、回によってまちまちである。E・E・カミングスに始まるヘリマン以降の創作者たちは、クレイジー・カットが女性だと誤解しているが、当のヘリマンはクレイジー・カットの性別をよりあいまいに考え、性別がはっきりしないことをネタにする作品を出版した。
映画監督にしてこの作品のファンであるフランク・キャプラがヘリマンに対して率直に性別をはっきりさせるよう頼んだところ、ヘリマンから「妖精やエルフには性別がないでしょう。だからクレイジー・カットは何にでも首を突っ込む精霊というか妖精なんです。」という回答が寄せられた。
多くのキャラクターはクレイジー・カットを指して"he"や"him"といった代名詞を用いているが、これは男女不明のものを指す代名詞として"he"を用いているものと思われる。

### イグナッツ・マウス

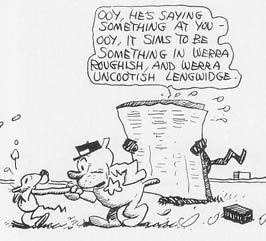
イグナッツ・マウス（左）、パプ巡査（中央）、クレイジー・カット（右後方）

イグナッツ・マウスはクレイジー・カットの純粋さに辟易しており、クレイジー・カットの頭にレンガを投げつけることが一番の楽しみとなっている。いつも用心深く疑い深いパプ巡査に自分の楽しみを邪魔されないために、レンガを隠したり、自分が変装したり、ココニノ郡の住民として真意を明かさぬまま郡の義勇軍に入ったりしている。クレイジー・カットはいつでもどこでもイグナッツ・マウスに会いたがり、頭にレンガを投げつけられるのを愛の証としてむしろ望んですらいることから、イグナッツ・マウスの攻撃は容易なものとなっている。

### パプ巡査
"Limb of Law and Arm of Order"であり、しばしば"Offissa"や"Offisa"などと呼ばれているパプ巡査は、いつもイグナッツ・マウスがクレイジー・カットの頭にレンガを投げつけるというたくらみを妨害し、時折それがうまくいくこともある。パプ巡査とイグナッツはクレイジー・カットが直接関わっていなくても、互いに打ち負かそうとしているが、2人とも他人がふざけているのを見るのは好きである。

### その他登場人物
本作には、この3人以外にも、多数のキャラクターが登場する。コリン・ケリーという犬はレンガ造りの職人で、イグナッツにレンガを売っているが、彼のことを信用していない。
ピルボックス帽子をかぶったアヒルのクワック・ワック夫人はイグナッツのたくらみと知っては、そのたびにパプ巡査に通報する口やかましいキャラクターである。
ジョー・ストークは「王侯や労働者への幼童の調達者」("purveyor of progeny to prince & proletarian")であり、しばしば登場人物に望んでもいない赤ん坊を授ける。ある回ではイグナッツが彼をだましてクレイジー・カットの頭上にレンガを落とさせようとした。
時々出てくるキャラクターとして、ウォルター・セファス・オーストリッジや、バム・ビル・ビーという虫、いかめしくて貴族じみたメキシコのコヨーテであるドン・キヨーテ、清掃会社を運営していて千里眼を持った中国系の鴨モック・ダックなどがいる。さらにはクレイジー・カットのいとことしてクレイジー・カットバードやクレイジー・カットフィッシュがいる。

## 歴史
本作は1910年に始まった『ディングバット・ファミリー』(のちにThe Family Upstairsに改名)というヘリマンの初期作品から発展していった。この作品は、アパートの上階に住んでいる姿の見えない謎の一家にいたずらされたディングバット（Dingbat）が彼らの秘密を暴こうというたくらみを描いたものである。ヘリマンはこの作品を完結させようとして、勤務日に8時間残されていたことを知って、コマの下の部分に、ディングバットの飼い猫が上の階に住む一家のネズミにからかわれるという内容の絵を描いた。
このおまけ漫画はやがて本編よりも膨らんでしまい、1913年10月28日に日刊紙のページの下部から垂直にコマを進める形で連載され、1916年4月23日には、フルページの白黒漫画として日曜版に連載開始された。漫画欄にこの作品があることをよく思わなかった編集者がいたこともあって、この漫画は当初ハーストの新聞の美術・演劇欄に掲載された。しかしハースト自身は作品を気に入り、ヘリマンと生涯にわたって契約を維持し、創作の自由を保障した。
本作は一般大衆からの支持はいまいちだった一方、知識人からは幅広く評価された。この作品をもとにしたジャズバレエがジョン・オールデン・カーペンター制作・作編曲で公開された。この公演は二晩ともチケットが完売し、ニューヨーク・タイムズやThe New Republicでのレビューもよかったが、ハーストが思ったほど作品の人気は上がらなかった。セルディスやE・E・カミングスにくわえ、ウィレム・デ・クーニングやH・L・メンケン、ジャック・ケルアックも本作のファンだった。近年の学者や作家たちは、この作品がダダ・ムーブメントを反映し、ポストモダニズムを先取りした作品だとみている。
1935年初頭からこの作品はフルカラーで刊行された。ヘリマンが死ぬ10年前から新聞の売れ行きは低下していったが、ヘリマンは制作を続け1944年に亡くなるまで3,000作以上を描き上げた。ヘリマンが亡くなった時、ハーストは当時の慣行とは逆に、別の漫画家に引き継いでもらいたいとは思わず、すぐに打ち切った。

### アニメ化及び他作品への出演
この作品は何度かアニメ化された。最初の作品は1916年にウィリアム・ランドルフ・ハーストがプロデュースしたが、ヘリマンは一切制作にかかわっていなかった。制作はHearst-Vitagraph News Pictorial が担当し、のちにInternational Film Serviceが代行した。1920年John Randolph Brayがクレイジー・カットの短編シリーズを制作し始めた。
1925年、アニメ製作者ビル・ノーランは、クレイジー・カットの映画をもう一度作ろうと考えAssociated Artists Productionsに製作を委託しようとしたが、そのAssociated Animatorsが倒産したためマーガレット・J・ウィンクラーと手を組むことにした。初期のアニメ版とは違い、ノーランの作品は原作をもとにしておらず、フィリックスを反映したような姿と性格の雄猫が主人公だった。これはノーランがかつてパット・サリバンのスタジオに雇われていたためだとされている。
ウィンクラーの会社の運営は、夫のチャールズ・B・ミンツに徐々に引き継がれていった。ミンツと彼のスタジオは、1929年公開のRatskinを皮切りに音の入ったアニメ映画を制作し始め、1930年にはカリフォルニア州にスタッフを移した。クレイジー・カットのデザインは原作とは大きくかけ離れ、1930年代初期によく見られた、主人公と彼にそっくりなガールフレンドと主人公の忠犬が巻き起こすドタバタ劇という、内容もミッキーマウスの亜流といえるものだった。
1936年、アニメーターのIsadore Kleinは、ミンツの協力を得て短編アニメ"Lil' Ainjil"の制作にとりかかった。この作品はミンツの作品で唯一、原作を反映しようとした作品であるが、当のIsadore Kleinは、作品の出来に"ひどく失望"し、以降はミッキー・マウスの亜流じみた作風に戻ってしまった。1939年、ミンツはコロンビア ピクチャーズに対する借金を抱え、自身のスタジオをコロンビア映画に売った。スタジオはスクリーン ジェムズと名を変えたが、この名義の下では1940年に『Mouse Exterminator』というタイトルが制作されたのみで、その後しばらくの間クレイジー・カットのアニメ化はなされなかった。
チェコスロバキア（現チェコ）のプラハにあるジーン・ダイッチのRembrandt Filmsは、クレイジー・カットのアニメを1962年から1964年の間に制作し、ベビーブーム世代がクレイジー・カットを知るきっかけを作った。テレビシリーズであるダイッチ版クレイジー・カットは、原作と同じような様式で、イグナッツ・マウスもパプ巡査もちゃんといたが、クレイジー・カット自身は女性じみた描写になっていた。クレイジー・カットの声はペニー・フィリップスが、イグナッツとパプ巡査の声はポール・フリーズが担当した。多くの回でBGMを担当したのはジェイ・リビングストンとレイ・エバンズ。この作品は馬鹿げたアニメーションと声の不一致さが露見していた。
クレイジー・カットは1988年放送のTVスペシャル『ガーフィールドは9回生きる!』に出演した。第5の命である "Stunt Cat"では、クレイジー・カットが花のにおいをかいでいるところにイグナッツが布いっぱいのレンガを木から吊るす。監督席にいたパプ巡査がガーフィールドにクレイジー・カットのスタントを頼み、ガーフィールドがそれを引き受けたところ、イグナッツがガーフィールドの頭めがけてレンガを落とす、という落ちがつく。
また、『スポンジ・ボブ/スクエアパンツ ザ・ムービー』では、アイスクリームのパーラーの後ろにクレイジー・カットとイグナッツ・マウスが描かれた絵が飾られている。

## 後世への影響
1999年、クレイジー・カットは Comics Journal が提示した20世紀のアメリカン・コミックランキング(コミック・ブック/コミック・ストリップ)で1位を獲得した。
1995年、この作品は全20種類のコミックストリップを切手化したComic Strip Classics というアメリカ合衆国の記念切手のひとつになった。
クレイジー・カットは今日の漫画家や芸術家に影響を与え続けている。チャック・ジョーンズのワイリー・コヨーテ&ロードランナーの短編は、ヘリマンの作品のようにアメリカ南西部を舞台としている。 Mutts
 の作者で、Krazy Kat: The Comic Art of George Herrimanの共同著者であるパトリック・マクドネルは、この作品を自身にもっとも大きな影響を与えたものとしている。『カルビンとホッブス』の作者であるビル・ワターソンは、この作品を『ピーナッツ』、『ポゴ』と並ぶ、自分に大きな影響を与えた漫画だとしており 、彼はヘリマンが新聞の日曜版に掲載した作品にみられる、予測不能なコマ割りを体現するつもりでいた。チャールズ・M・シュルツ とウィル・アイズナー も、自身のもっとも重要な時期にクレイジー・カットの影響を受けたとしている。
ジュールズ・ファイファーや、フィリップ・ガストン、そしてハント・エマーソン もクレイジー・カットから刷り込みを受けていることが、彼らの作品に見受けられた。
ラリー・ゴニックのコミック・ストリップ Kokopelli & Company もヘリマンのエキゾチックな舞台へのオマージュとして"Kokonino County"という舞台になっている。
クリス・ウェアもこの漫画を気に入っており、 彼と親しい漫画出版社ファンタグラフィックスも現在ウェアによるカバーデザインで復刻版を出版している (巻によってはウェアの所有しているヘリマンの雑集から編集したものもある)。1980年代にSam Hurtが発表したEyebeamは、背景が変わるなど、ヘリマンから影響を受けていることが見受けられた。
小説家ジェイ・カンターが1987年に出版した Krazy Katは、人間の核兵器に対する反応を分析するためにヘリマンのキャラクターが用いられている。ロックバンド R.E.M.のメンバーであるマイケル・スタイプにはイグナッツとクレイジーのタトゥーがある。
イグナッツマウスの名前の入ったイグナッツ賞(小規模出版主体が発行した卓越した漫画に贈られる賞)が1997年より贈られるようになった。

## 日本語版
本作は、2013年5月24日に創元社から発売された『初期アメリカ新聞コミック傑作選1903-1944』（柴田元幸監訳）に、「リトル・ニモ」、「ガソリン・アレーのウォルトとスキージクス」、「さかさま世界」といった同時代のコミック・ストリップとともに翻訳版が収録された。
日本語版においてKrazy Katはクレイジー・キャット、Ignatzはイグナツとそれぞれ表記されている。

## 出版

### Eclipse Comics 版
- Krazy & Ignatz (1916 strips) ISBN 0-913035-49-1
- The Other Side To the Shore Of Here (1917 strips) ISBN 0-913035-74-2
- The Limbo of Useless Unconsciousness (1918 strips) ISBN 0-913035-76-9
- Howling Among the Halls of Night (1919 strips) ISBN 1-56060-019-5 OCLC 22660089
- Pilgrims on the Road to Nowhere (1920 strips) ISBN 1-56060-023-3
- Sure As Moons is Cheeses (1921 strips) ISBN 1-56060-034-9
- A Katnip Kantata in the Key of K (1922 strips) ISBN 1-56060-063-2
- Inna Yott On the Muddy Geranium (1923 strips) ISBN 1560600667
- Shed a Soft Mongolian Tear (1924 strips) ISBN 1-56060-102-7
- Honeysuckil Love is Doubly Swit (1925 strips) ISBN 1-56060-203-1 (unpublished)

### Kitchen Sink Press版
- 1935–36 ISBN 0-924359-06-4
- 1936–37 ISBN 0-924359-07-2 limited distribution

### Fantagraphics Books版
- Krazy & Ignatz in "There Is A Heppy Lend Furfur A-Waay": The Komplete Kat Komics 1925–1926 ISBN 1-56097-386-2
- Krazy & Ignatz in "Love Letters In Ancient Brick": The Komplete Kat Komics 1927–1928 ISBN 1-56097-507-5
- Krazy & Ignatz in "A Mice, A Brick, A Lovely Night": The Komplete Kat Komics 1929–1930 ISBN 1-56097-529-6
- Krazy & Ignatz in "A Kat Alilt with Song": The Komplete Kat Komics 1931–1932 ISBN 1-56097-594-6
- Krazy & Ignatz in "Necromancy by the Blue Bean Bush": The Komplete Kat Komics 1933–1934 ISBN 1-56097-620-9
  - Krazy & Ignatz: The Complete Sunday Strips 1925–1934.  Collects the five paperback volumes 1925–1934 in a single hardcover volume. Only 1000 copies printed, and only available by direct order from the publisher. ISBN 1-56097-522-9.
- Krazy & Ignatz in "A Wild Warmth of Chromatic Gravy": The Komplete Kat Komics 1935–1936 ISBN 1-56097-690-X (first volume in color)
- Krazy & Ignatz in "Shifting Sands Dusts its Cheeks in Powdered Beauty": The Komplete Kat Komics 1937–1938 ISBN 1-56097-734-5
- Krazy & Ignatz in "A Brick Stuffed with Moom-bins": The Komplete Kat Komics 1939–1940 ISBN 1-56097-789-2
- Krazy & Ignatz in "A Ragout of Raspberries": The Komplete Kat Komics 1941–42 ISBN 1-56097-887-2
- Krazy & Ignatz in "He Nods in Quiescent Siesta": The Komplete Kat Komics 1943-44 ISBN 1-56097-932-1
  - Krazy & Ignatz: The Complete Sunday Strips 1935–1944.  Collects the five paperback volumes 1935–1944 in a single hardcover volume. Only 1000 copies printed, and only available by direct order from the publisher. ISBN na.
- Krazy & Ignatz: The Kat Who Walked in Beauty (dailies from 1910s and 1920s) ISBN 1-56097-854-6 (ハードカバー)